# Perfluoroisobuteno
Perfluoroisobuteno (PFIB), também conhecido como 1,1,3,3,3-pentafluoro-2-(trifluorometil)prop-1-eno, é uma olefina fluorocarbono. É um gás reativo hidrofóbicocom ponto de ebulição de 7 °C. É um forte eletrófilo.